# Poetovio
Poetovio (oggi Ptuj in Slovenia) fu un importante centro militare fin dalla dinastia giulio-claudia, e divenne colonia romana al tempo dell'imperatore Traiano. Si trovava lungo l'importante via commerciale, la cosiddetta via dell'Ambra, che collegava i Germani del mar Baltico con il medio Danubio (presso Carnuntum), poi attraverso la Pannonia fino a Savaria, Poetovio ed Aquileia sull'Adriatico.

## Storia
L'area, occupata almeno fino al termine del I secolo a.C. dalle genti celtiche dei Serapilli, divenne insediamento militare romano forse solo a partire dall'inizio del I secolo d.C., sotto la dinastia giulio-claudia, subito dopo la rivolta dalmato-pannonica del 6-9, quando il limes fu portato ai fiumi Drava e Danubio. Nel corso della guerra civile, in questa città, la legione che vi era insediata, proclamò imperatore Vespasiano nel 69.
Qui risiedettero alcune legioni, almeno dal tempo di Tiberio fino a quando Traiano non la elevò a rango di colonia, con il nome di Colonia Ulpia Traiana Poetovio. La città, ormai sviluppata nei secoli successivi fino a raggiungere la cifra di 40 000 abitanti fu, infine, saccheggiata dalle orde degli Unni di Attila attorno al 450.

### Personaggi
- Dinastia giulio-claudia
- Traiano

### Località geografiche
- Lista di fortezze legionarie romane
- Pannonia (provincia romana)
- Emona
- Siscia
- Carnuntum